# پهلوکیسه
پهلوکیسه(نام علمی: Pleurocystites) نام یک سرده از شاخه خارپوستان است.